# Nagardżuna
Nagardżuna (Nāgārjuna, telugu నాగార్జునా) – żyjący w II wieku twórca filozofii madhjamiki („Środkowej Drogi”). Jego dzieło Mula Madhjamaka Karika jest podstawą, z której wyrosło kilka filozoficznych szkół buddyjskich, objaśniających pustkę wszystkich zjawisk.
Jest uważany za 14 patriarchę medytacyjnej (skt. dhjana) linii przekazu Dharmy.
Inny Nagardżuna to tantryk, mistrz buddyzmu Diamentowej Drogi żyjący w VIII w. Jego imię pochodzi od wężowych istot wodnych - nagów, od których uzyskał m.in. sekretne nauki alchemiczne. W buddyzmie tybetańskim znany przede wszystkim jako uczeń Sarahy, od którego otrzymał przekaz mahamudry - zwieńczenie buddyjskich nauk - który to następnie przekazał Shavaripie. Obecnie nauki te praktykowane są w szkole karma kagyu.